# Neil de Silva
/www.les-sports.info
Neil de Silva (né le 15 novembre 1969 à Arima) est un athlète trinidadien, spécialiste du 400 mètres.

## Biographie
Il remporte la médaille d'argent du relais 4 × 400 m lors des Championnats du monde en salle 1993, à Toronto, en compagnie de Dazel Jules, Alvin Daniel et Ian Morris. L'équipe de Trinité-et-Tobago, qui établit le temps de 3 min 07 s 02, est devancée par les États-Unis.

### Palmarès
| Date | Compétition                                      | Lieu          | Résultat | Épreuve   |
| ---- | ------------------------------------------------ | ------------- | -------- | --------- |
| 1988 | Championnats du monde juniors                    | Sudbury       | 7e       | 100 m     |
| 1988 | Championnats du monde juniors                    | Sudbury       | 7e       | 200 m     |
| 1992 | Jeux olympiques                                  | Barcelone     | 7e       | 4 × 400 m |
| 1993 | Championnats du monde                            | Toronto       | 2e       | 4 × 400 m |
| 1993 | Jeux d'Amérique centrale et des Caraïbes         | Porto Rico    | 2e       | 400 m     |
| 1994 | Jeux du Commonwealth                             | Victoria      | 7e       | 400 m     |
| 1994 | Jeux du Commonwealth                             | Victoria      | 3e       | 4 × 400 m |
| 1995 | Jeux panaméricains                               | Mar del Plata | 3e       | 4 × 400 m |
| 1999 | Championnats d'Amérique centrale et des Caraïbes | Bridgetown    | 3e       | 400 m     |

### Records
| Épreuve | Épreuve   | Performance | Lieu    | Date            |
| ------- | --------- | ----------- | ------- | --------------- |
| 400 m   | Plein air | 45 s 02     | Atlanta | 26 juillet 1996 |
| 400 m   | Salle     |             |         |                 |